# Telgárt
Telgárt (v letech 1948–1990 Švermovo, maď. Garamfő, nem. Tiergarten) je obec na Slovensku v okrese Brezno v regionu Horní Pohroní.

## Historie
První zmínka o obci pochází z roku 1326 či 1549. Během Slovenského národního povstání (SNP) se o oblast Telgártu vedly těžké boje. 5. září 1944 Telgárt vypálila německá vojska. Zničeno bylo celkem 260 domů, tři obyvatelé obce zahynuli. V letech 1948 až 1990 nesla obec na počest českého komunistického politika a účastníka SNP Jana Švermy (1901-1944) název Švermovo.

## Doprava
Obec leží na železniční trati Margecany – Červená Skala. Východně od ní prochází železniční tunel a stojí zde také viadukt. Západo-východním směrem prochází Telgártem také silnice Brezno-Poprad.

## Turistické zajímavosti
Na katastrálním území obce se nachází dva národní parky, národní park Nízké Tatry a národní park Slovenský ráj, dále národní přírodní rezervace Hnilecká jelšina a  přírodní rezervace s názvem „Pralesy Slovenska – Martalúzka“.
Telgártem rovněž prochází dálková turistická trasa Cesta hrdinů SNP.

## Významní rodáci
V obci se narodili, nebo zde působili:
- Ján Lunter, slovenský podnikatel a regionální politik
- Anastázia Miertušová, slovenská výtvarnice
- Ivan Andrijovič Stavrovský, řeckokatolický kněz, pedagog a osvětový pracovník
- Ján Ambróz, zpěvák
- Michal Spišiak, spisovatel
- Mikuláš Černák, mafián[6]